# Hanns Walther Sattler
Hanns Walther Sattler (* 25. März 1894 in Zedlitz; † 8. Juni 1953 in Hamburg) war ein deutscher Theaterdirektor.

## Leben und Wirken
Der im Landkreis Trebnitz geborene Sattler studierte unmittelbar vor und nach Ende des Ersten Weltkriegs deutsche Philologie an der Universität Breslau. An den Vereinigten Bühnen der Stadt spielte er erstmals Theater. 1920 promovierte er über „Den unveröffentlichten Nachlaß Friedrich von Heydens“ zum Dr. phil. Anschließend spielte er mehrere Jahre an verschiedenen Provinzbühnen. 1923 übernahm er die Intendanz des Stadttheaters Koblenz. Zwei Jahre später wechselte er als Intendant an das Harburger Theater, das er zu einem Zweispartentheater erweiterte, an dem Oper, Operette und Schauspiel geboten wurden.
1932 beschloss der Magistrat der Stadt Harburg, seine zuvor städtische Bühne wieder zu privatisieren. Sattler übernahm dieses Theater und pachtete auch das Schiller-Theater in Altona, das er als Schilleroper neu eröffnete. 1933 trennte er sich wieder von der Bühne in Harburg. Die Schilleroper führte er bis 1939, als das Haus für Luftschutzzwecke benötigt wurde. Sattler übernahm daraufhin das Operettenhaus am Spielbudenplatz, das er als „Theater an der Reeperbahn“ bis August 1944 erfolgreich führte.
Wie in Harburg bot Sattler auch in der Schilleroper insbesondere deutsches Singspiel und Spielopern, bekannte italienische und französische Opern und Operetten, für die er prominente Gastsänger engagierte. Außerdem setzte er sich für zeitgenössische Komponisten ein. Im Oktober 1932 zeigte er erstmals in Hamburg „Das kleine Mahagonny“ von Kurt Weill und Bertolt Brecht und deren „Lindberg-Flug“. Hinzu kamen Erstaufführungen von Kurzopern von Paul Hindemith und Ernst Krenek. Bis Anfang 1933 zeigte das sozialistische Kollektiv Hamburger Schauspieler in dem Schauspielhaus „Dem Nagel auf dem Kopf“ von Justin Steinfeld. Im Mai 1933 gastierte hier die Nationalsozialistische Gastspielbühne aus Berlin mit „Der Wanderer“ von Joseph Goebbels.
Sattler arbeitete in Hamburg mit dem unkonventionellen Regisseur Benno Fränkel alias Benno David Frank zusammen. Die erfolgreiche Kooperation endete 1933. An seine Stelle trat der Operettenbuffo Josef Albrecht, der seit 1931 der NSDAP angehörte. Sattler, der als Sozialdemokrat und Hochgrad-Freimaurer galt, schloss sich 1933 dem Stahlhelm an. So gelang es ihm, das Theater mit stark geänderter Besetzung weiterzuführen. Sattler bot Künstlern wie Trude Possehl, die während der Weimarer Republik Straßentheater für die SPD gespielt hatte, eine Stelle. Außerdem beschäftigte er mit Erich Grandeit einen politisch verfolgten Maler und Bühnenbildner.

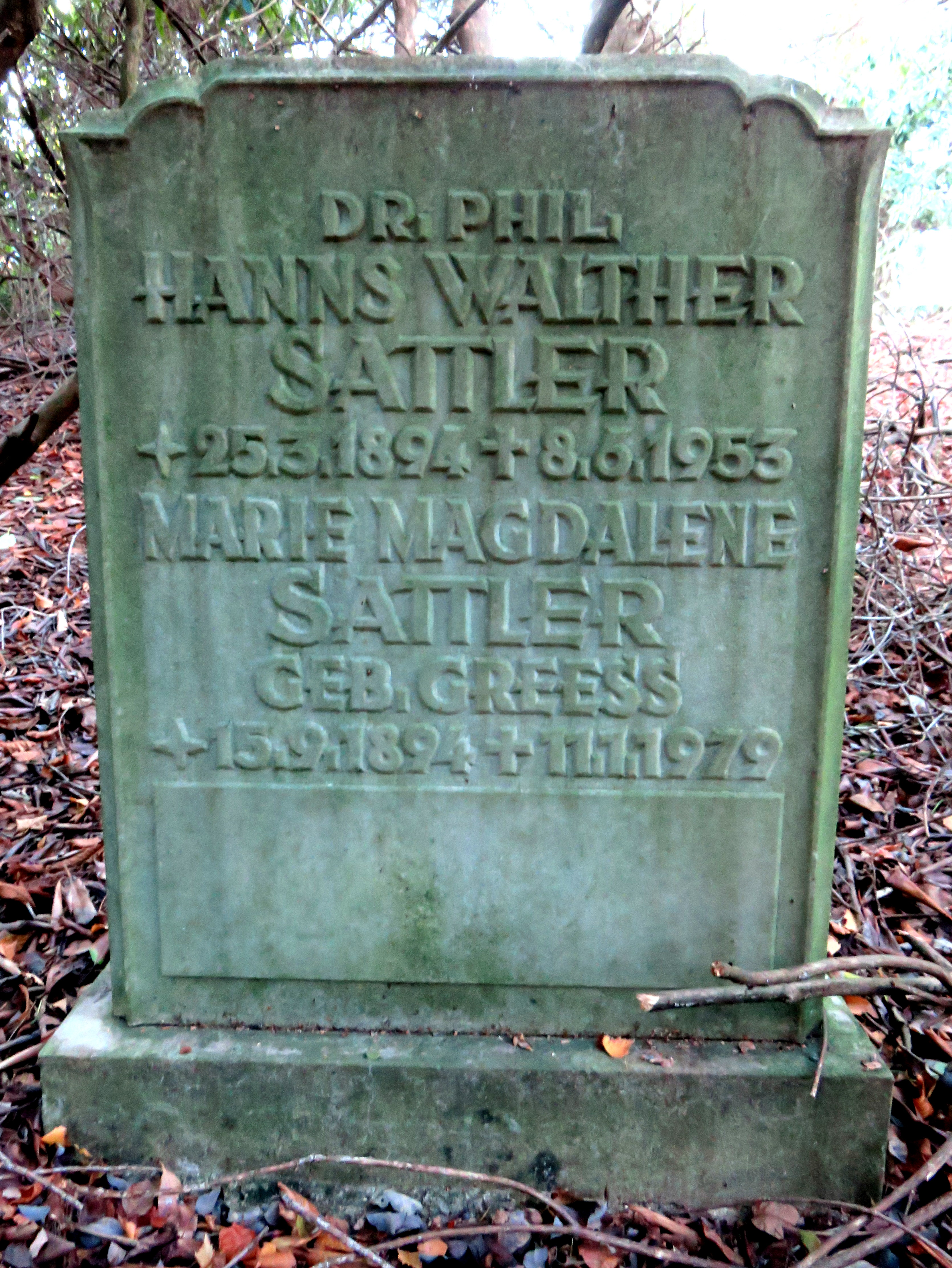
Grabstein für Hanns Walther Sattler auf dem Friedhof Ohlsdorf

Bis zur Spielzeit 1934/35 konnte Sattler künstlerisch und unternehmerisch frei arbeiten und Operetten von jüdischen Komponisten zeigen. Danach unterlag er einer strengen Kontrolle und durfte zunehmend keine Opern mehr aufführen. Das Repertoire beschränkte sich auf Unterhaltungsstücke und einzelne Gastauftritte bekannter Schauspieler wie Hilde Hildebrand und Johannes Heesters. Im Bereich der Operetten durfte Sattler nur Stücke aus der Zeit von Johann Strauß oder Franz Lehár bieten, der sich zu seinem bedeutendsten Komponisten entwickelte. Lehárs letztes Bühnenstück Giuditta zeigte Sattler als deutsche Uraufführung im Januar 1939.
Nach Ende des Zweiten Weltkriegs eröffnete Sattler das Theater, das wenige Monate zuvor zerstört worden war, im Oktober 1945 als „Operettenhaus“ neu. Er nutzte anfangs die Aula der Schule Caspar-Voght-Straße und zog 1948 in das Palladium-Theater um, das einen der Säle des Gewerkschaftshauses am Besenbinderhof bezog. 1949 richtete er in dem größeren Saal des Gebäudes das „Theater am Besenbinderhof“, das, wie er selbst sagte, ein „Haus der besonderen Ereignisse“ darstellen sollte. Das Theater eröffnete mit dem Stück Gespenster mit Albert Bassermann in der Hauptrolle. Später traten hier prominente Gastschauspieler wie Gustaf Gründgens, Paul Kemp oder Heinz Rühmann auf.
Hanns Walther Sattler starb an den Folgen eines Herzinfarktes, den er während einer Pressekonferenz erlitt. Sein Grab befindet sich auf dem Friedhof Ohlsdorf im Planquadrat AF 15 westlich von Kapelle 7.